# George Caleb Bingham
George Caleb Bingham (Virginia, 20 marzo 1811 – Kansas City, 7 luglio 1879) è stato un pittore statunitense.

## Biografia
George Bingham nacque nella Contea di Augusta, in Virginia, nel marzo del 1811. Era il secondo dei sette figli di Mary Amend e di Henry Vest Bingham, giudice della contea di Howard. Fu un autodidatta, anche se riuscì a carpire lezioni ed insegnamenti da varie persone. Giovanissimo cominciò ad esporre e si costruì una discreta fama in diversi stati del Sud-Est.
Fu un pittore "luminista", che operava all'aperto e riempiva di luce i suoi lavori. Rappresentando scene di vita che esaltavano il ruolo positivo dei coloni del Nuovo Mondo nella loro opera di costruzione della civiltà nei territori selvaggi, divenne il pittore del mito americano.
Scene di caccia e di vita quotidiana sui fiumi (vedi la serie dei "battellieri") contribuirono a consolidare la sua fama negli Stati Uniti sin dal 1840. Impegnato nel partito democratico, espresse la sua posizione politica dipingendo una serie di quadri che illustravano l'esultanza popolare in occasione dei periodi elettorali.
Nel 1856 si recò in Europa per arricchire la sua formazione, e il suo stile maturò evolvendo verso un tratto più maturo e incisivo. Si trattenne a Parigi per diversi mesi, studiando al Louvre le opere dei grandi Maestri. Si portò quindi a Düsseldorf dove frequentò una Scuola di pittura sino al 1859.
Negli ultimi anni, verso il 1876, fu nominato Professore all'Università del Missouri a Columbia, ma poté dedicarsi a pochi studenti poiché tre anni dopo si spense. Morì a Kansas City a 68 anni.

Persasi col tempo la sua memoria, Geoge Bingham fu rivalutato nel 1930, ed oggi è considerato uno dei massimi artisti americani dell'800.

## Opere
- Mercanti di pellicce che discendono il fiume Missouri, (1845), New York, Metropolitan Museum of Art.

## Galleria d'immagini

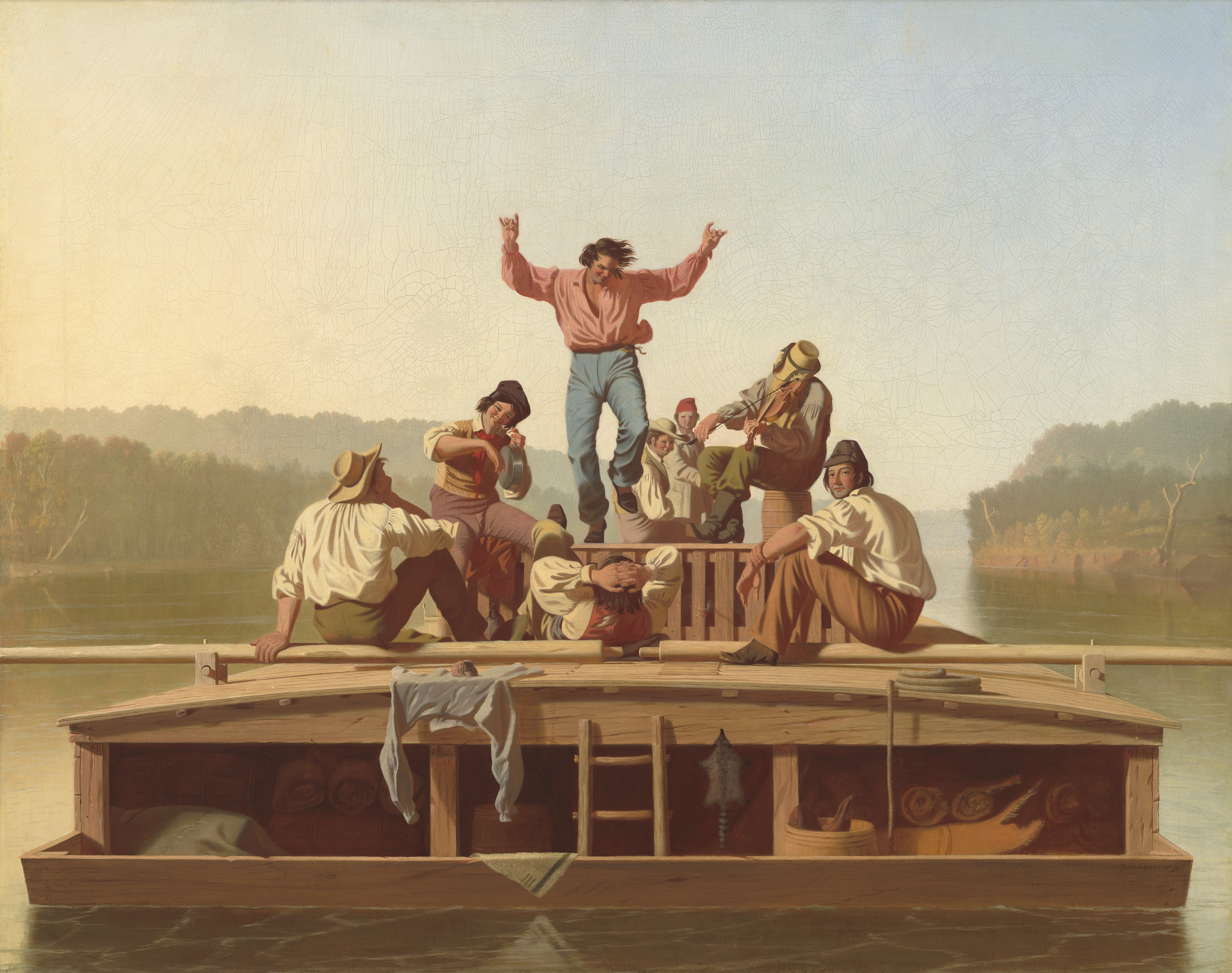
Jolly Flatboatmen, 1846
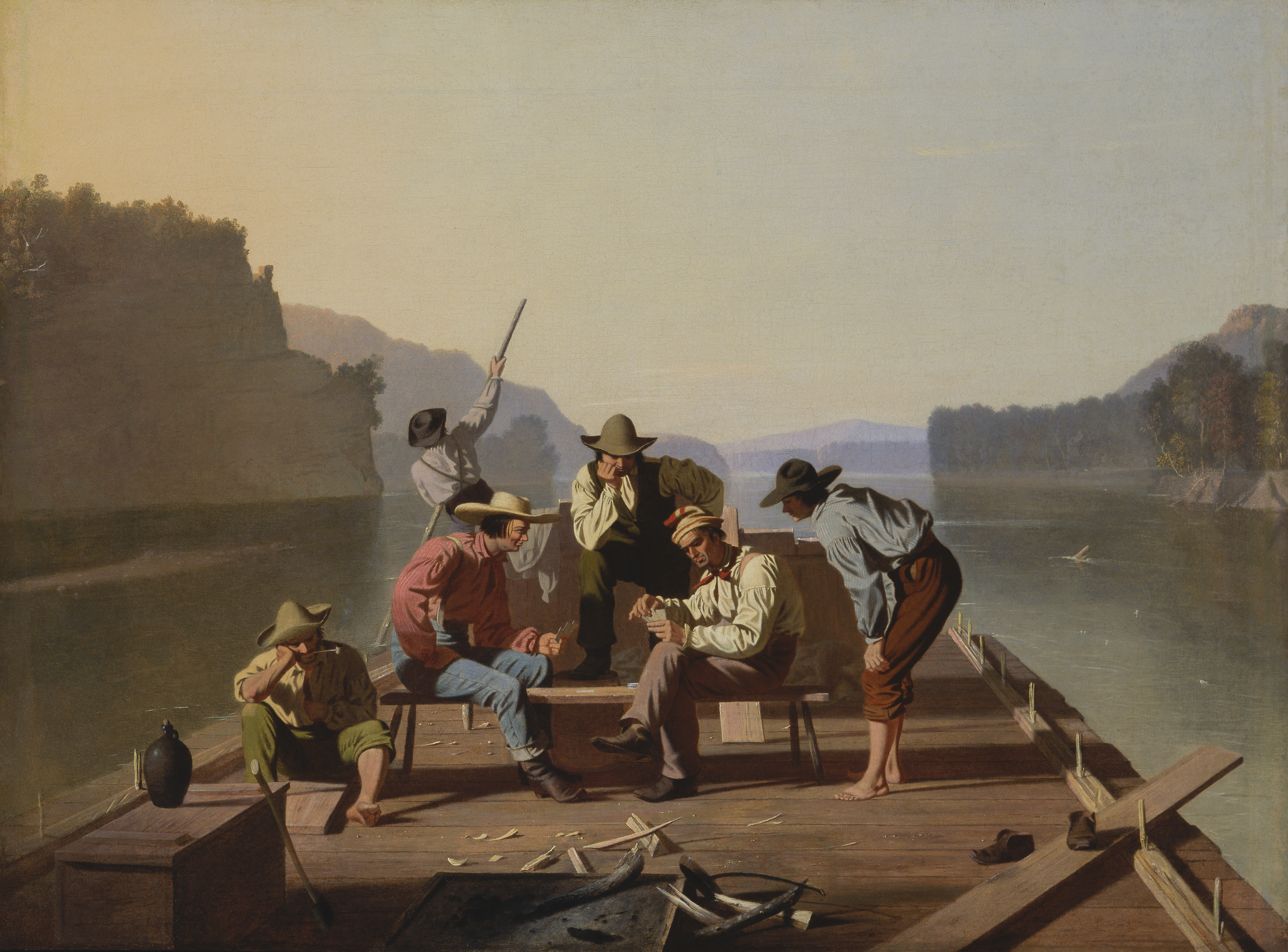
Raftsmen Playing Cards, 1847
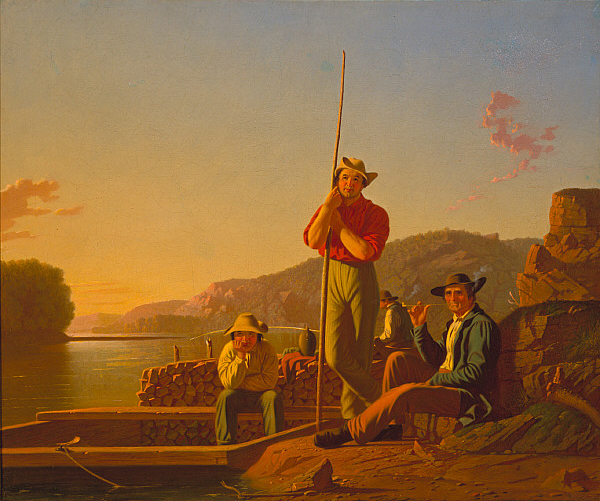
The Wood-boat, 1850
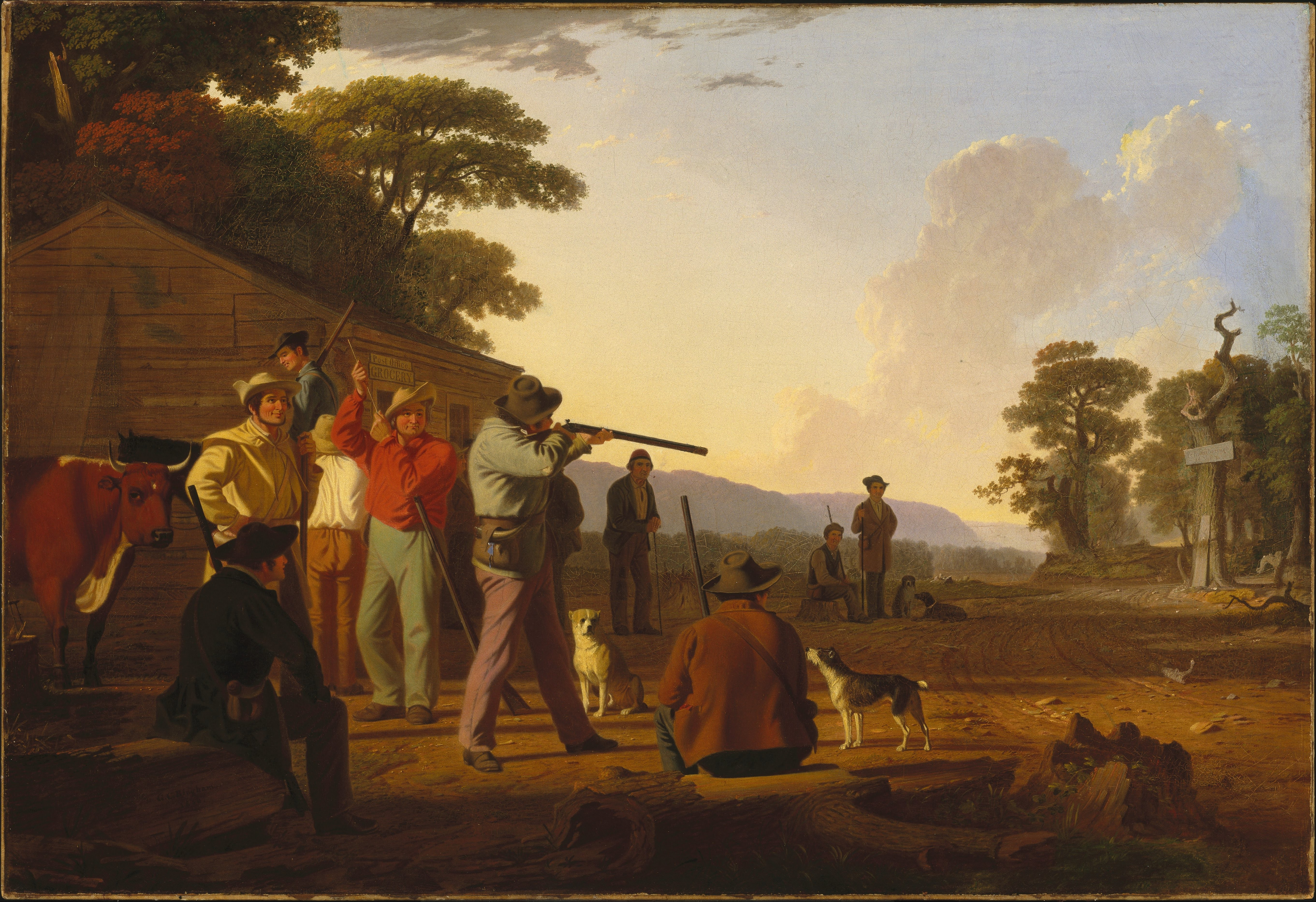
Shooting for the Beef, c. 1850
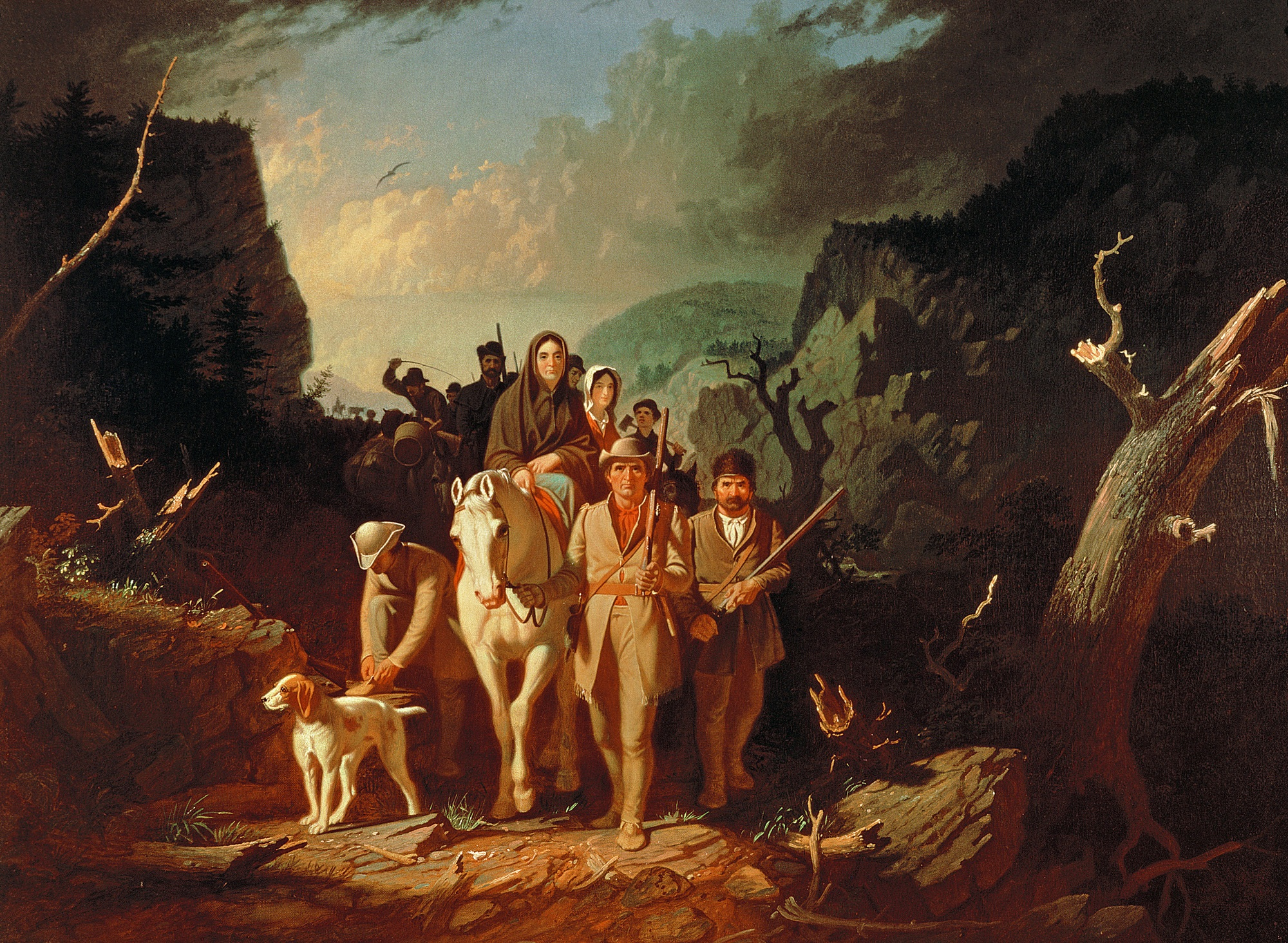
Daniel Boone Escorting Settlers through the Cumberland Gap 1851–1852
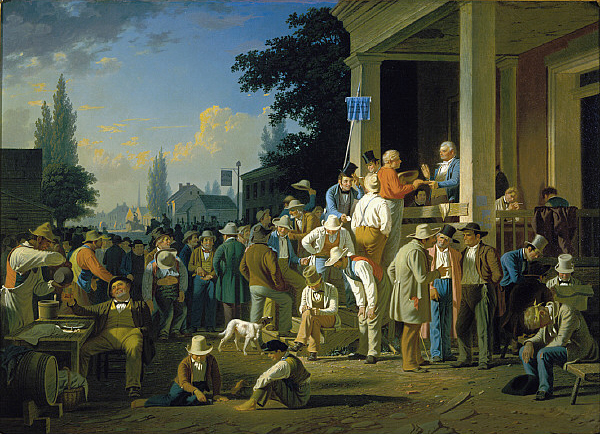
The County Election, 1852
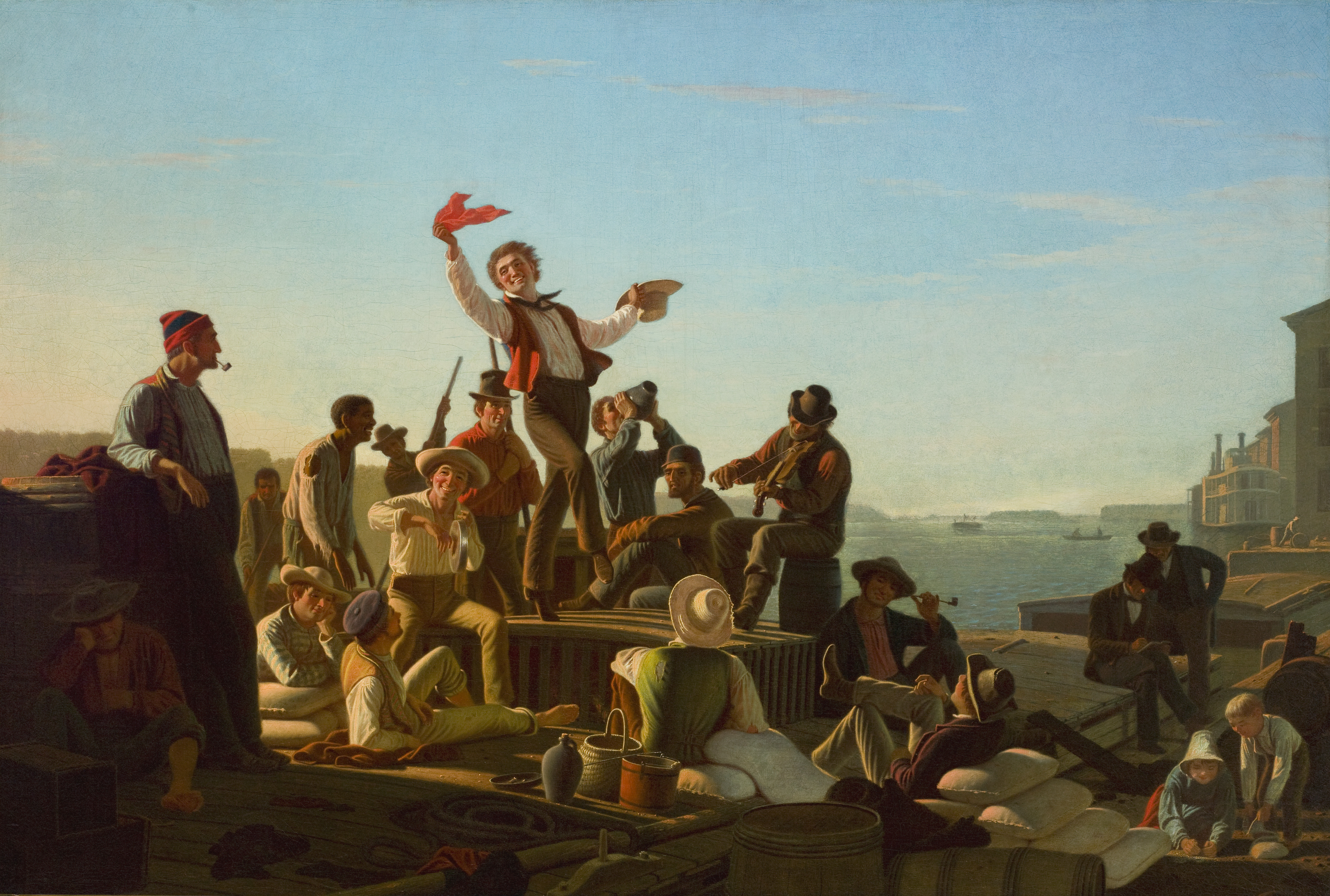
Jolly Flatboatmen in Port, 1857
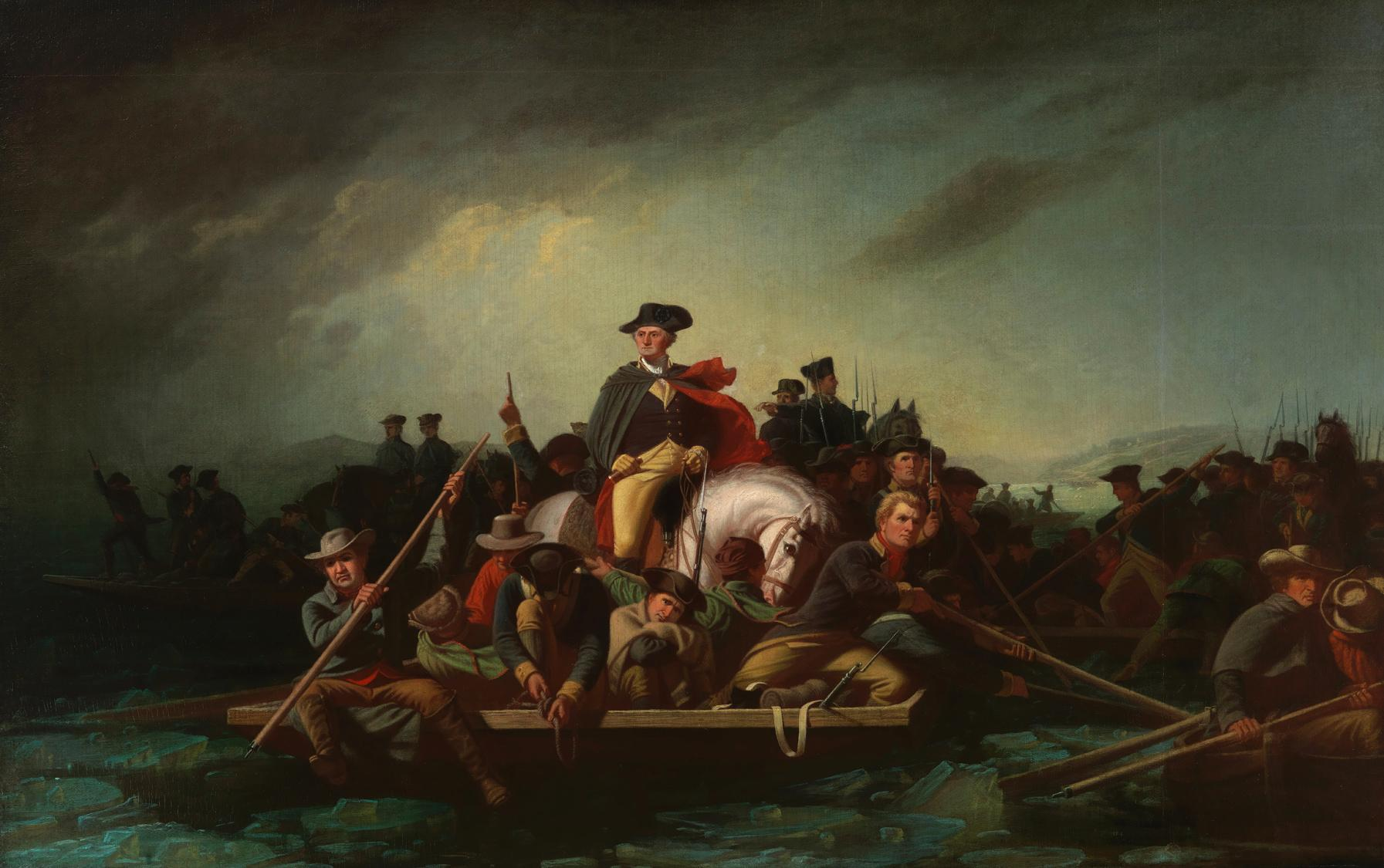
Washington Crossing the Delaware, 1856-1871
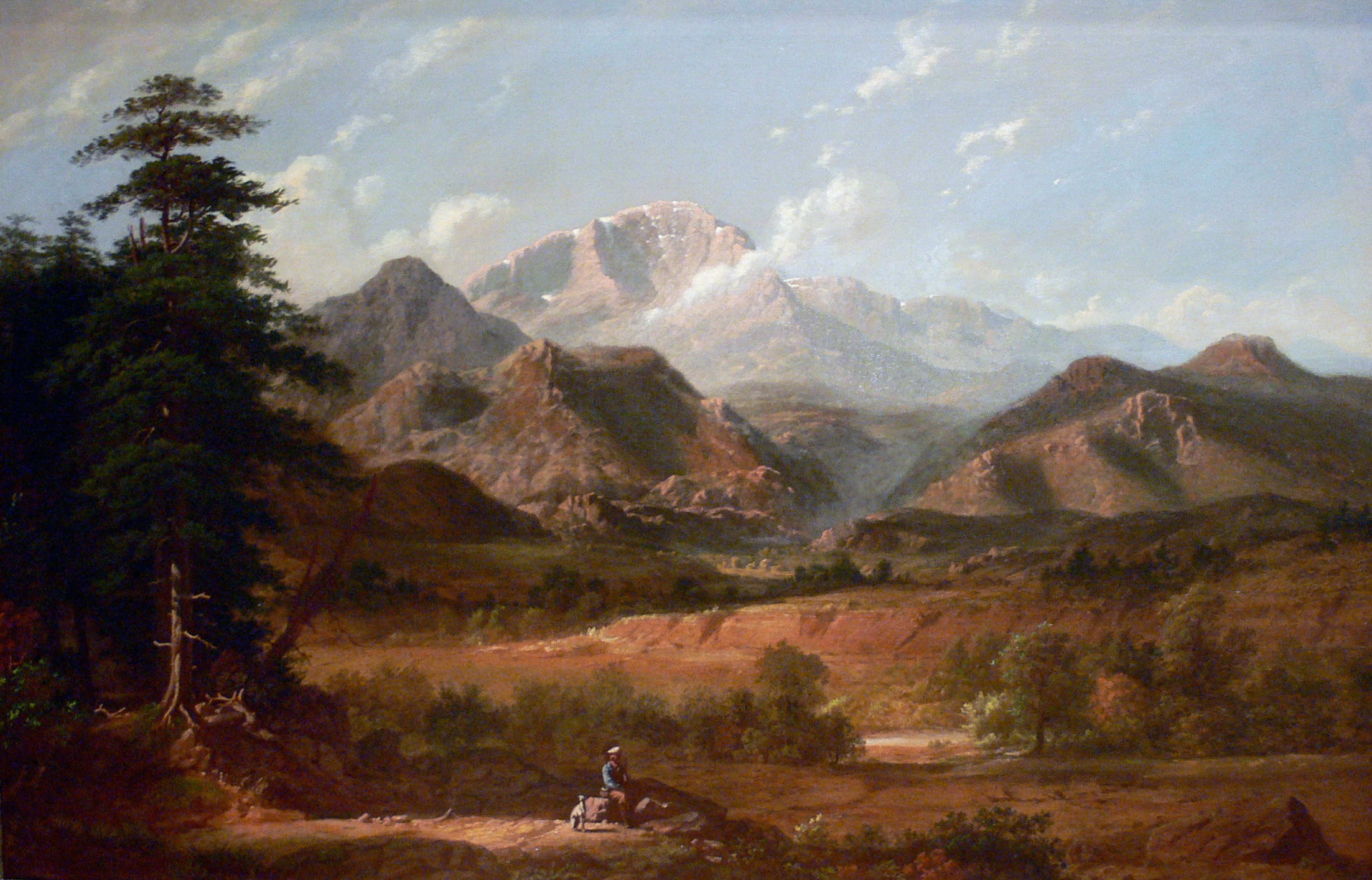
View of Pikes Peak, 1872